# Ryan Biggs
Ryan Christopher Biggs (Australië, 5 maart 1987 – Waalwijk, 30 april 2022), beter bekend als DJ Delete, was een Australische dj.
Bigs werd geboren in Australië, maar verhuisde in 2013 naar Nederland en maakte naam als hardstyle-dj in Europa. Hij had regelmatig last van psychische problemen zoals depressies. De lockdowns tijdens de coronacrisis vielen hem eveneens zwaar.
Hij nam deel aan festivals als Defqon.1 en Q-Base. In 2018 verscheen zijn debuutalbum Alpha Omega.
Ryan is op 30 april 2022 dood aangetroffen in zijn huis in Waalwijk.